# SchippersVereniging Schuttevaer (SVS)
SchippersVereniging Schuttevaer (SVS) is de nieuwe naam voor de voormalige Koninklijke Schippersvereniging "Schuttevaer". Van oudsher een beroepsvereniging voor de binnenvaart, niet te verwarren met het Weekblad Schuttevaer. Er waren ook al mensen lid van de vereniging, die niet hun brood in of aan de binnenvaart verdienden, omdat ze zich langs deze weg in het overleg met belanghebbende organisaties en de nationale en internationale overheid vertegenwoordigd wisten.
Schuttevaer is de nautisch-technische ledengroep binnen Koninklijke Binnenvaart Nederland (KBN). Het hoofdbestuur van SchippersVereniging Schuttervaer vormt het Ledengroep bestuur van Ledengroep Schuttevaer van KBN. 50% van deze bestuursleden dienen ondernemings-leden te zijn.
Koninklijke Binnenvaart Nederland is een fusie van Koninklijke BLN-Schuttevaer en de Vereniging Centraal Bureau voor de Rijn- en Binnenvaart.
Dit is een ketenbrede brancheorganisatie van en voor de binnenvaart.

## Doelstelling
Binnen Koninklijke Binnenvaart Nederland bundelt Schuttevaer de belangen op het gebied van nautisch-technische zaken en de vaarweginfrastructuur, met name bij overheidsinstanties.
In de praktijk betekent dit het beïnvloeden van:
- het vaarwegenbeleid en de budgetten;
- de zorg voor tijdig onderhoud aan vaarwegen en budgetten;
- het verruiming en verdieping van vaarwegen en havens;
- de optimale bediening van sluizen en bruggen;
- het beleid met betrekking tot voldoende overnachtings-, lig- en wachtplaatsen en de inrichting daarvan.

bij instanties als Rijks- en provinciale waterstaat, waterschappen.
Onderwerpen van gesprek zijn dan vaak sluizen, bruggen en vaarwegen, maar ook geeft de vereniging bijstand aan de individuele binnenvaartondernemer bij problemen op nautisch-technisch gebied.

## Geschiedenis
Om de belangen van de beroepsgroep van schippers te behartigen tegenover derden en bestuur bestonden er in de middeleeuwen gilden voor de schippers, Zwartsluis kende het gilde Sluziger karveelschippers. Schippers van de grote zeewaardige schepen, zoals het karveel, sloten zich ook aan bij het Grootschippersgilde, schippers van de kleinere schepen bij het Kleinschippergilde. Aan het einde van de 18e eeuw konden de grote schepen met diepgang vanuit Zwartsuits steeds moeilijker de Zuiderzee bereiken omdat het Zwolsche Diep was dichtgeslibt. Zwolse handelaren maakten een plan het water uit te baggeren en twee strekdammen in de Zuiderzee aan te leggen, om het dichtslibben te verminderen. Om de investeringen nodig voor dit project terug te verdienen, stelde men voor tol te heffen bij doorvaart.
De turfschippers en andere kleine binnenvaarders hadden geen problemen omdat hun schepen minder diepgang hadden. Willem Jan Schuttevaer (1798 - 1881) en Lucas Oldenhuis Gratama (1815 - 1887) richtten in 1849 de vereniging Schuttevaer op om tegen de tolheffing op te komen, zij voerden strijd van 1845 tot 1862. Op 25 mei 1862 werd bij Koninklijk Besluit de bewuste tolregeling ingetrokken, er werd voortaan tol naar diepgang geheven. Dit besluit was opgesteld door minister Thorbecke. Gesterkt door dit succes richtten Schuttevaer en Gratama op 17 januari 1863 de Schippersvereniging ook formeel op, met de eerste als voorzitter en de tweede als secretaris. 19 april 1938 heeft koningin Wilhelmina de vereniging het predicaat Koninklijk verleend.
Op het congres in 2013 is besloten tot een proces van transitie tot integratie van Schuttevaer in Binnenvaart Logistiek Nederland. De meningen over de snelheid waarmee en de manier waarop dit diende te gebeuren verschilden dermate, dat het leidde tot een bestuurscrisis. Maar 14 februari 2015 werd tijdens een buitengewone algemene ledenvergadering van Koninklijke Schuttevaer de toetredingsovereenkomst tot BLN officieel getekend.
25 maart 2022 werd besloten tot een fusie van Koninklijke BLN-Schuttevaer, met de Vereniging Centraal Bureau voor de Rijn- en Binnenvaart (CBRB).

## Structuur
De ledengroep bestaat uit 15 afdelingen, verspreid over het land. Er is ook een afdeling, die de nautisch- technische belangen in het buitenland behartigt. Elke afdeling heeft zijn eigen bestuur en behandelt veelal zaken in het hen toegewezen gebied zelfstandig, met inachtname van het door het hoofdbestuur uitgezette en door de algemene vergadering goedgekeurde beleid. Er zijn afdelingen met een eigen rechtspersoonlijkheid.
Het dagelijks bestuur is belast met het voorbereiden van het landelijk beleid van de vereniging en de bestuursvergaderingen en besluitvorming. De overige bestuursleden vormen, samen met het dagelijks bestuur, het hoofdbestuur.
Samenwerking van afdelingen kan worden gevormd in regioverband. Een regioverband kan een eigen regiovoorzitter en secretaris benoemen. Op verzoek kan door het hoofdbestuur een regiovertegenwoordiger worden benoemd.
Beschermvrouwe is Koningin Beatrix.

## Lidmaatschap
De vereniging kent de volgende categorieën leden:
- A1. Natuurlijke personen, rechtspersonen en vennootschappen zonder rechtspersoonlijkheid die als onderneming één of meer voor het verrichten van vervoer over of werkzaamheden op de binnenwateren uitgeruste vaartuigen exploiteren en/of zulk vervoer organiseren en lid van KBN zijn.
- A2. Ondernemingen die zelf geen ondernemingsactiviteiten als bedoeld onder A1 verrichten en geassocieerde van KBN zijn.
- A3. Overige natuurlijke personen die vóór 1 januari 2022 A-lid zijn geworden.
- B. Overige natuurlijke personen en rechtspersonen.
- Juniorleden in de categorieën A en B zijn leden die nog niet de achttienjarige leeftijd hebben bereikt.
- Ereleden

Begunstigers zijn zij die zich bereid hebben verklaard de vereniging financieel te steunen met een bijdrage.

## Afdelingen
- Afdeling De Amer (opgericht in 1961)
- Afdeling Alblasserwaard, bestaande uit de per 1 januari 2018 gefuseerde afdelingen
  - Hardinxveld Giessendam (opgericht 29 december 1904)
  - Sliedrecht (opgericht in 1881)
- Afdeling IJsseldelta- Zwartewater 
(IJsseldelta, fusie tussen Kampen (1898) en Zwolle (1849))
(Zwartewater, fusie tussen Hasselt (1893), Meppel en Zwartsluis (1863))
- Afdeling Noord-Holland (fusie tussen Amsterdam, Kop van Noord-Holland en Zaanstreek 18 januari 2014)
- Afdeling Noord-Nederland (fusie tussen Friesland en Groningen en Noord-Drenthe)
- Afdeling Ouderkerk a/d IJssel e.o. (opgericht in 1910)
- Afdeling Rijnmond (fusie tussen Drechtsteden en Rotterdam januari 2013)
- Afdeling Rijnstreek (opgericht in 1883)
- Afdeling Schuttevaer Z O N (voorheen Gelderland en Limburg Oost-Brabant, opgericht in 2017)
- Afdeling Terneuzen (heropgericht in 1950)
- Afdeling Utrecht (opgericht in 1931)
- Afdeling Werkendam (opgericht in 1905)
- Afdeling Zeeuwse Delta (In 2016 fusie tussen Goeree-Overflakkee, Midden-Zeeland en Noord-Zeeland (fusie tussen Sint Philipsland (1912) en Stavenisse (1911), in 2010 fusie met Schouwen-Duiveland (1898))
- Internationale Afdeling (opgericht in 2001)

## Voorzitters
Enkele voorzitters in chronologische volgorde:
- Willem Jan Schuttevaer
- Harm Smeenge
- Klaas van Dorsten
- Jan Terlouw
- Annemarie Jorritsma tot 10 maart 2014
- Erik Schultz (Hij is behalve hoofdbestuurslid ook vicevoorzitter van de Internationale Afdeling en bestuurslid van de afdeling Noord-Nederland.)

## Bureau

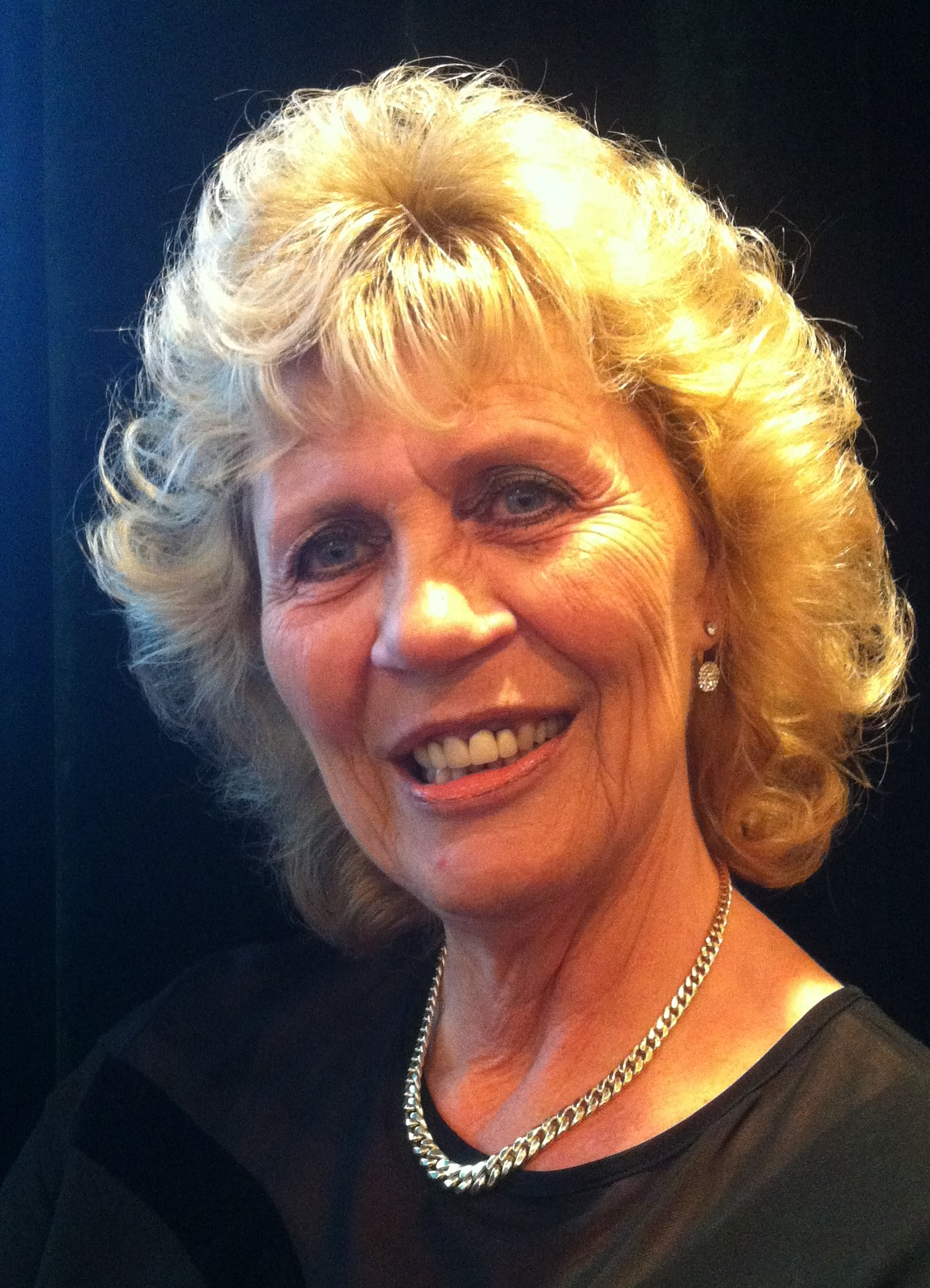
Leny van Toorenburg-Van IJzerlooij, Hoofd Nautisch Technisch van het kantoor

De dagelijkse gang van zaken wordt gevolgd en bijgehouden door een landelijk gezamenlijk secretariaat met de overkoepelde organisatie, onder leiding van een directeur. Het is gevestigd aan de Scheepmakerij in Zwijndrecht (Nederland). Het ondersteunt de afdelingen, voert naast de ledenadministratie ook die voor de andere ledengroepen en is het centrale informatiepunt. Er werken onder andere beleidsadviseurs op het gebied van:
- Nautisch Technisch & Infra
- Markt & Economie
- Sociaal & Onderwijs
- Onderwijs
- Veiligheid & Gevaarlijke Stoffen
- Milieu & Innovatie

In de wandeling spreekt men in de binnenvaart van het kantoor.